# 千々岩助太郎

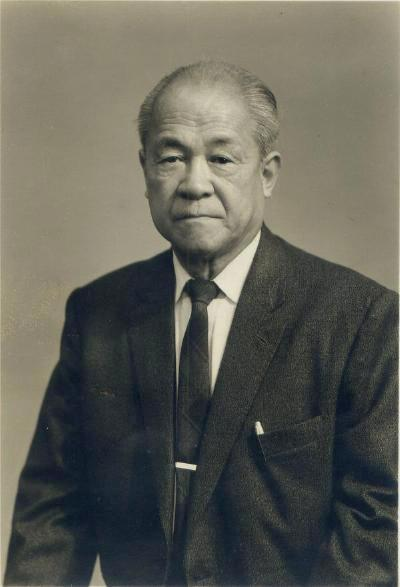
千々岩助太郎

千々岩 助太郎（ちぢいわ すけたろう、1897年 - 1991年）は、日本の建築家。建築学者。戦前台湾にわたり、台湾先住民の住居を研究・再現するなどの功績を遺した。台湾時代の教え子に郭茂林らがいる。

## 略歴
佐賀県出身。名古屋高等工業学校建築科を卒業後広島、名古屋、宮崎などの旧制中等工業学校で教鞭をとった。1925年に台湾にわたり、台北州立台北工業学校（現在の国立台北科技大学）建築学科の教員になった。1930年に台湾建築会に入会し、会長の井手薫とともに台湾建築会誌の編集を担当した。1940年2月から1940年5月までは台北州立台北工業学校の第六代校長を務めた。その後1944年から1947年までは台南工業専門学校（現在の台湾国立成功大学）建築学科長として教えていた。1947年に228事件発生により日本に帰国した。
台北工業学校時代には台湾先住民の住居を詳細に記録し、また調査のため登山家としても活動していた。
帰国後文部省教育施設部九州出張所所長に任じられ、また九州の大学校舎の設計も行った。1960年には「台湾高砂族の住家」を丸善出版から刊行した。1962年にこの本によって九州大学の工学博士号を授与された。1966年に退官後九州産業大学の学長に就任した。
1983年に台湾の南投県日月潭九族文化村で先住民の住居を設計した。
1991年に福岡市内で死去。
助太郎の子の千々岩力（高岡法科大学第四代学長）は日本の「台湾原住民族との交流会」の世話人代表を務めていた。
2006年には台湾の南投県日月潭九族文化村で千々岩助太郎を紹介する特別展覧会が開催された。
2009年には国立台北科技大学に千々岩助太郎を記念した博物館が設置された。